# Forteresse de Bosanska Krupa
La forteresse de Bosanska Krupa se trouve en Bosnie-Herzégovine, sur le territoire de la ville de Bosanska Krupa et dans la municipalité de Bosanska Krupa. Elle remonte au XVe siècle et est inscrite sur la liste des monuments nationaux de Bosnie-Herzégovine.